# El Graell de Pujals
El Graell de Pujals és una muntanya de 1445 metres, que es troba al municipi de la Nou de Berguedà, a la comarca catalana del Berguedà.